# Фентон (Мисури)
Фентон (енгл. Fenton) град је у америчкој савезној држави Мисури.

## Демографија
По попису из 2010. године број становника је 4.022, што је 338 (-7,8%) становника мање него 2000. године.
| Група             | 2000.         | 2010.         |
| Белци             | 4.246 (97,4%) | 3.795 (94,4%) |
| Афроамериканци    | 17 (0,4%)     | 15 (0,4%)     |
| Азијати           | 41 (0,9%)     | 84 (2,1%)     |
| Хиспаноамериканци | 35 (0,8%)     | 76 (1,9%)     |
| Укупно            | 4.360         | 4.022         |